# Stefanie Draws
Stefanie Draws (* 16. Oktober 1989 in Rostock) ist eine ehemalige deutsche Fußballspielerin.

## Werdegang
Stefanie Draws begann ihre Karriere als Fünfjährige beim Rostocker FC. Über den FSV Dummerstorf 47 wechselte sie 2003 zum FFV Neubrandenburg. In der Saison 2005/06 schaffte sie bereits mit 15 Jahren den Sprung in die erste Mannschaft. Sie wurde dem 1. FFC Turbine Potsdam angeboten und wechselte schließlich im Sommer 2006 in die brandenburgische Hauptstadt. Im gleichen Jahr wurde sie mit der Fritz-Walter-Medaille in Bronze ausgezeichnet. Ihr erstes Spiel im Turbinedress machte sie am 12. September 2006 im UEFA Women’s Cup gegen den belgischen Meister KFC Rapide Wezemaal.
Ihren ersten nationalen Titel gewann sie am 12. Januar 2008, als sie mit den „Turbinen“ den DFB-Hallenpokal gewann. Im März 2008 erlitt sie bei einem Spiel des U-20-Länderpokals einen Kreuzbandriss. 2009 konnte sie mit ihrer Mannschaft erst den DFB-Hallenpokal und dann die deutsche Meisterschaft gewinnen. In der neu geschaffenen Champions League der Frauen gelang Draws bereits im ersten Spiel gegen den finnischen Meister FC Honka Espoo ihr erster internationaler Treffer für die Turbinen.  Im Sommer 2017 beendete die Abwehrspielerin bei den Bundesligisten 1. FFC Turbine Potsdam ihre aktive Karriere.
2004 absolvierte sie ihr erstes Länderspiel in der U-15-Nationalmannschaft. Mit der U-19-Nationalmannschaft wurde sie 2007 in Island Europameisterin.

## Erfolge
- Champions-League-Siegerin 2010
- Deutsche Meisterin 2009, 2010, 2011, 2012
- DFB-Hallenpokalsiegerin 2008, 2009, 2010, 2013, 2014
- U-19-Europameisterin 2007
- Fritz-Walter-Medaille in Bronze 2006[3]

## Privates
Draws war Schülerin an der Sportschule Potsdam „Friedrich Ludwig Jahn“ und machte dort 2009 ihr Abitur. Im September 2010 begann sie an der Fachhochschule in Potsdam ein Studium im Bereich Bauingenieurwesen.

## Belege
1. ↑  Profil beim DFB
2. ↑  Fußballrentnerin mit 27 Jahren
3. ↑  dfb.de: "Nachwuchsspieler der Saison 2005/2006": Fritz-Walter-Medaille für zwölf Talente
4. ↑  https://archive.today/2013.02.12-110508/http://www.turbine-potsdam.de/newsmeldung.php?id=15911&s=0910

| Personendaten    | Personendaten             |
| ---------------- | ------------------------- |
| NAME             | Draws, Stefanie           |
| KURZBESCHREIBUNG | deutsche Fußballspielerin |
| GEBURTSDATUM     | 16. Oktober 1989          |
| GEBURTSORT       | Rostock, DDR              |